# Saint-Remy-Chaussée
Saint-Remy-Chaussée är en kommun i departementet Nord i regionen Hauts-de-France i norra Frankrike. Kommunen ligger i kantonen Berlaimont som tillhör arrondissementet Avesnes-sur-Helpe. År 2022 hade Saint-Remy-Chaussée 473 invånare.

## Befolkningsutveckling
Antalet invånare i kommunen Saint-Remy-Chaussée
| Referens: INSEE |